# هوراکادا
هوراکادا (به لاتین: Horakada) یک منطقهٔ مسکونی در سری‌لانکا است که در استان مرکزی (سری‌لانکا) واقع شده‌است.